# Петербургский вестник
«Петербу́ргский ве́стник» — литературный журнал, выходивший в Санкт-Петербурге с 1861 по 1862 год.

## История
Литературный журнал «Петербургский вестник» выходил еженедельно в Санкт-Петербурге.
Всего было выпущено 42 номера.
С 1858 по 1861 год издавался под названием «Семейный круг».
Первым издателем и редактором был А. М. Станюкович, с № 12 за 1861 год — Лев Камбек, в 1862 — Л. Л. Камбек и В. К. Скворцов.
«Петербургский вестник» старался придерживаться либерального направления, но не имел чёткой политической программы. Восторженно откликнулся на обнародование крестьянской реформы. Печатал статьи по вопросам воспитания, посредственную беллетристику, библиографию.
С 1 марта по 1 января выпускались дополнительные листы, содержавшие правительственные распоряжения по крестьянскому вопросу. В приложениях помещались юмористические статьи и стихотворения, имевшие целью «обличение журнальных проделок и преследование уродливых проявлений в общественной жизни». Неумелые обличения «Петербургского вестника» вызвали нападки других изданий, особенно «Искры», давшей приложениям название «Ерунды» и утверждавшей, что у Камбека за напечатание своих произведений платят сами авторы.
Участвовали Л. Л. Камбек, И. Н. Кушнерёв, Н. А. Лейкин, Л. А. Мей и другие.